# Hans August Lücker
Hans August Lücker (* 21. Februar 1915 in Krümmel (Westerwald); † 28. Dezember 2007 in Bonn) war ein deutscher Politiker (CSU).

## Leben und Beruf
Hans August Lücker entstammte einer rheinland-pfälzischen katholischen Bauernfamilie; er hatte sieben Geschwister. Nach dem Abitur auf dem Humanistischen Gymnasium 1934 arbeitete Lücker zunächst in der Landwirtschaft. Später nahm er ein Studium der Volkswirtschaft und der Landwirtschaft auf. Im Zweiten Weltkrieg war er Soldat (letzter Dienstgrad: Leutnant) und wurde mit dem Verwundetenabzeichen, dem Kriegsverdienstkreuz und dem Eisernen Kreuz I. und II. Klasse ausgezeichnet.
Nach Kriegsende leitete er vom 1. Juni 1945 bis 1947 das Ernährungsamt für Freising und Erding, anschließend wurde er Direktor der bayerischen Landesbauernkammer. 1949 wechselte er zum Bayerischen Bauernverband, wo er Abteilungsleiter für Wirtschafts- und Agrarpolitik war, später stellvertretender Generalsekretär. Er war Mitbegründer der ersten Bayerischen Bauernhochschule in Ottobeuren. 1951 ging er schließlich zum Deutschen Bauernverband, wo er Mitarbeiter von Andreas Hermes wurde.
Hans August Lücker war verheiratet und hatte drei Kinder. Er wurde am 5. Januar 2008 nach einem Gottesdienst in der Basilika auf dem Friedhof von Ottobeuren beerdigt.

## Partei
Lücker gehörte seit 1947 der CSU an.

## Abgeordneter
Lücker gehörte dem Deutschen Bundestag von 1953 bis 1980 an. Er vertrat zuerst den Wahlkreis Memmingen, dann ab 1965 den Wahlkreis Kaufbeuren und schließlich ab 1976 den Wahlkreis Ostallgäu im Parlament.
Er war 1958 einer der Mitbegründer des Europäischen Parlaments und dessen erster Vize-Präsident sowie Vorsitzender der christlich-demokratischen Fraktion.
Vom 19. März 1958 bis 1984 war er auch Mitglied des Europaparlaments, dessen Vizepräsident er von 1976 bis 1979 war. Zuvor war er von Februar 1970 bis November 1975 Vorsitzender der Fraktion der Europäischen Volkspartei, die die christlich-demokratischen Abgeordneten vereint. 1976 war er Exekutivpräsident der neu gegründeten Europäischen Volkspartei (EVP).
Von 1977 bis 1984 war er Mitvorsitzender der gemischten Kommission aus Europäischem Parlament und spanischer Cortes zur Vorbereitung des spanischen EG-Beitritts. Er war europäischer Co-Präsident der parlamentarischen Konferenz EG-Lateinamerika und Co-Präsident für die Süderweiterung der EG.

## Sonstiges Engagement
Lücker engagierte sich für die Versöhnung zwischen England und Deutschland, insbesondere zwischen Coventry und seiner Wahlheimat Ottobeuren. Er war Mitbegründer der Ottobeurer Konzerte. Ottobeuren verlieh ihm die Ehrenbürgerwürde.
Hans-August Lücker war Exekutiv-Präsident des deutschen Komitées für die Seligsprechung Robert Schumans.

## Ehrungen
- 1959: Bayerischer Verdienstorden
- 1968: Verdienstkreuz 1. Klasse der Bundesrepublik Deutschland
- 1973: Großes Verdienstkreuz der Bundesrepublik Deutschland[1]
- 1979: Orden vom Aztekischen Adler
- 1981: Großes Verdienstkreuz mit Stern der Bundesrepublik Deutschland
- 1984: Großes Verdienstkreuz mit Stern und Schulterband der Bundesrepublik Deutschland
- 1986: Robert-Schuman-Medaille

## Veröffentlichungen
- Robert Schuman. Europäer aus christlicher Verantwortung. Vallendar 1992.
- Mit Jean Seitlinger: Robert Schuman und die Einigung Europas. Bouvier Verlag, Bonn 2000, ISBN 3416028910.